# 神橋

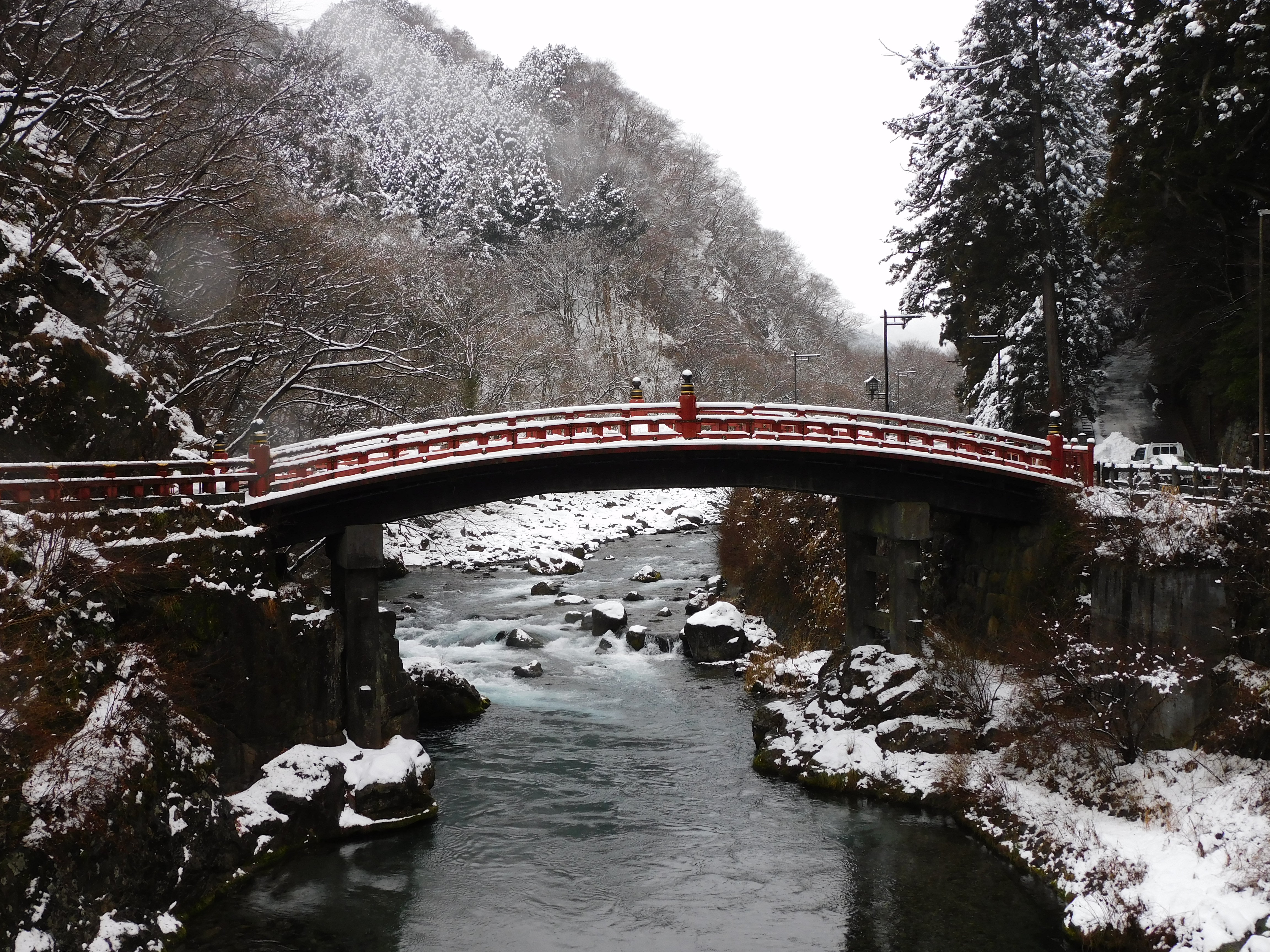
冬季覆蓋薄雪的神橋

神橋（日语：／ Shinkyō */?）位於日本栃木縣日光市，是一座橫跨大谷川的朱紅色木造反橋，為世界遺產「日光的神社與寺院」的組成遺產之一，亦為日本重要文化財「二荒山神社」的組成文化財之一。神橋不僅是日光神社與寺院的入口，也被認為是日光的前門與象徵，更有栃木縣最美橋梁的美稱。

## 背景
在日語中，現在一般將神橋讀作「 Shinkyō」，但在石倉重繼於1901年出版的《日光名所圖會》中記載的讀音是「 Mihashi」，而有些書籍亦會以所對應的漢字寫作「御橋」。
神橋東南側有主祀明星天子的磐裂神社（或稱岩裂神社），西北側則有主祀深沙大王的深沙王堂或稱（深沙王祠）。東南側還有一塊刻有「下乘」、「下乘石」字樣的下馬碑，即便是將軍也必須在此下馬；神橋北側則有「日光杉並木寄進碑」，記載松平正綱及其子松平正信為日光杉木街道所做的貢獻，此碑與日光杉並木一同以「日光杉並木街道 附 並木寄進碑」之名被列為日本特別史跡及特別天然記念物。
雖然神橋連接著日光東照宮的參道，但神橋實際上屬於景觀橋，並非用於渡河。過去只有將軍、日光例幣使和山伏可以走過神橋，其他則須由神橋下游的日光橋渡河；到了1973年（昭和48年），才向公眾開放付費上橋，但走到橋梁的另一端後必須折返，並不能渡河。
當今的神橋主要由木製橋桁、石製橋墩構成，這些埋入兩岸並斜向外伸出的橋桁被稱為「乳木」，伸出的部分再由橋墩支撐，此一工法在所有被指定為重要文化財的橋梁中也僅有神橋採用，相當罕見。在翻修或重建神橋時，與神社社殿相同，都需要舉行嚴謹的神事；其中拔除乳木的儀式被稱為「外遷宮」，而埋入新乳木的儀式則稱為「正遷宮」，且在竣工後會先讓灰馬過橋，由此也可見神橋具有一定的特殊地位。
神橋位處於日光二荒山神社的神域內，並由該神社管理；每至年末，神社的神職與巫女會持3公尺的竹掃帚至神橋上進行掃除工作。另外，神橋也是祭祀結緣之神橋姫明神的場所，於日光二荒山神社舉行的婚禮亦有讓新人渡過神橋的儀式。
一般認為的日本三大奇橋（或稱日本三奇橋）是錦帶橋、猿橋及愛本橋，但也有以神橋代替愛本橋作為日本三大奇橋的說法。

## 傳說
傳說日光的開山聖者勝道上人7歲時為了實踐明星天子（虛空藏菩薩）所下的神諭，於766年（天平神護2年）朝著補陀落山（男體山）前行，卻在渡大谷川時受阻，勝道護摩以祈求神佛庇佑。此時，深沙大王（蛇王權現）顯靈丟下了一條赤蛇、一條青蛇跨越河川並鋪上山菅架起了橋梁，還有一說是蛇的背後長出了山菅，幫助勝道順利渡河。因此，神橋又有「山菅蛇橋」之稱。

### 解釋
神橋的傳說記載於《補陀落山建立修行日記》之中，其底頁記載該書是由勝道的四位弟子於818年（弘仁9年）勝道去世後所撰寫，實際上該書大約是在平安時代末期到鎌倉時代才成書。大部分的日光旅遊指南都會介紹這一傳說，相當廣為人知。既然稱之為傳說，自然並不真實，但其中可能也反映了部分現實；關於傳說的解讀，需考慮神橋建於現在位置的原因，以及深沙大王、蛇、橋各自所象徵的意涵。
藤井萬喜多認為，傳說所要表達的寓意是佛教徒與日光原住民（獵人、又鬼）之間和睦的互動關係。日光東照宮禰宜高藤晴俊補充了藤井的說法，高藤認為傳說中的「勝道」實為剛入佛門的佛教徒，在得到當地祭祀大谷川水神的人們認可後，得以進入日光。對於藤井未解釋的象徵意涵與神橋選址，高藤進一步指出，橋梁是連結神聖與世俗、神界與人界的地方，同時也是祭祀的場所。高藤提到《古事記》中的譽津別命以及《太平記》中的藤原秀郷，兩個渡河傳說也都有水神化身為蛇出現在橋上的相似描寫，可以認為深沙大王與蛇就是大谷川的水神，而神橋即是祭祀大谷川水神的場所；另外，在神橋上游8至9間（約15公尺）處有一塊「高座石」，如果把這塊岩石視為是大谷川水神的神體，那麼在此處建橋作為祭祀場所就顯得合理，不過並沒有文獻記載神橋曾舉辦過相關的祭祀儀式。高藤認為，在神事中會用草鋪成草蓆，而草蓆在神道之中又具有特殊意義，因此「山菅蛇橋」中的「山菅」一詞也由此而來。

## 歷史

### 寬永重建以前
據傳於808年（大同3年），下野國司橘利遠受敕，令山崎太夫長兵衛（俗稱橋掛長兵衛）在此地建橋，之後每隔16年重建一次。最初的橋梁可能是藤編的吊橋，在鎌倉時代的《八雲御抄》中也有記載「下野的山菅橋」。得以確定該橋確實存在的文獻記錄出現在室町時代，當時的庶民甚至是牛馬都可以自由通行；而橋梁形式為刎橋，據說右岸（南岸）側的刎木是直接埋在自然洞穴之中。

### 寬永重建後至幕末
1629年（寬永6年），該橋梁配合日光東照宮的興建工程重建。1636年（寬永13年），日光東照宮大規模重建，橋梁再次重建，使之適合作為日光山的入口。這次重建後正式將該橋定名為「神橋」，其外觀與現代所見的橋梁已無太大差異。重建工程總共動員了45,000名木匠及136,000名雜工，造價約6,000兩。11根長7間（約12.7公尺）的橋桁為小百（現日光市小百）及船生（現鹽谷町船生）兩地所出產的櫸木，平均每根花費500兩。重建神橋時所使用的切石補強橋墩工法，是當時才剛運用在京都三條大橋等建築物上的先進土木技術。
此後，只有日光社參的德川將軍與日光修驗的山伏才可以經由神橋渡河，橋梁兩端平時都設有欄杆限制進入。庶民只能從神橋下游緊鄰的橋梁渡河，據傳其形式同為刎橋；該橋原是改建工程中的便橋，後來改成永久橋，以下稱其為「便橋」。僅在江戶時代，神橋就被改建了14次，而便橋亦有進行多次維護及修繕。

### 明治時代

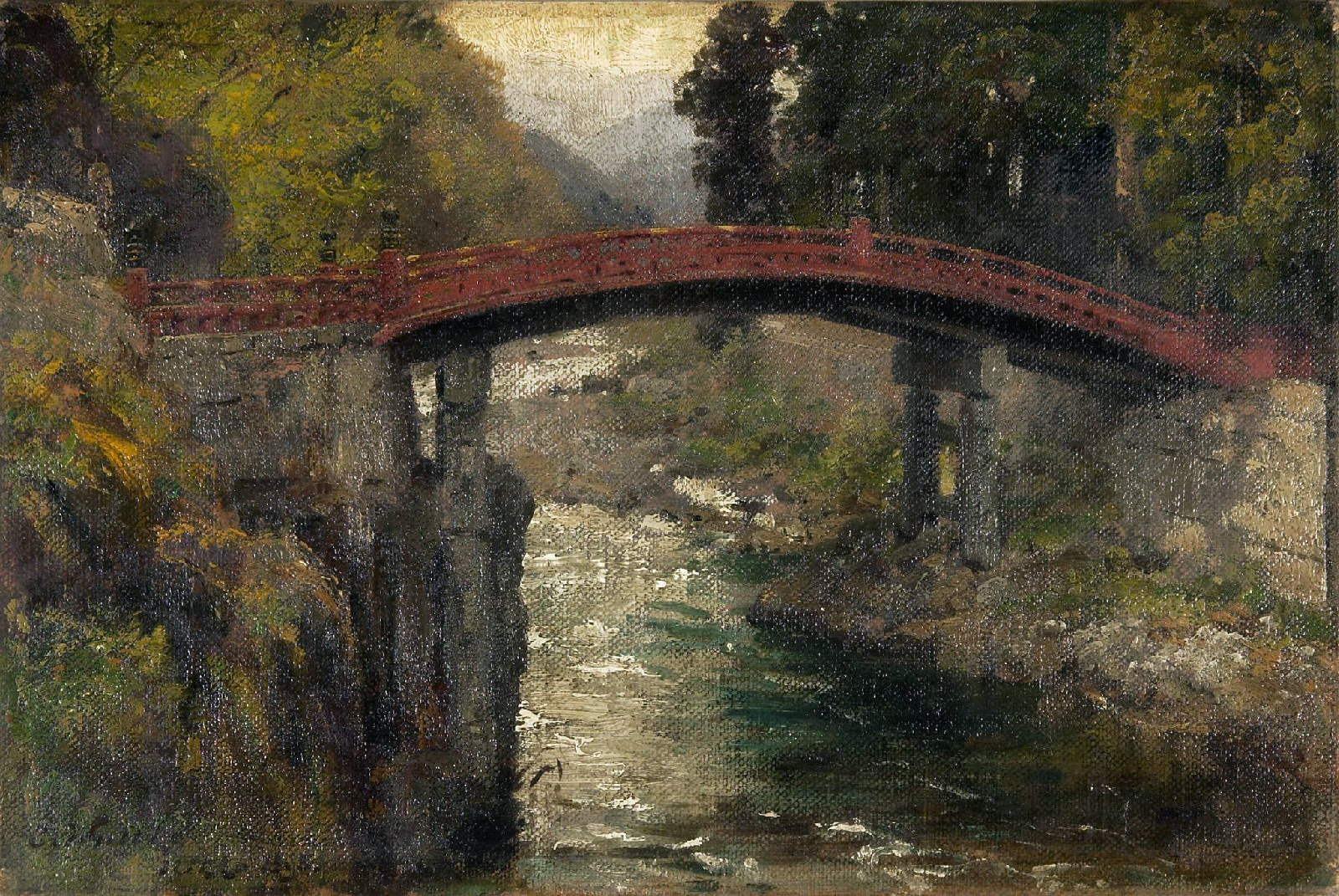
1898年德國畫家卡爾·伍特克所描繪的神橋

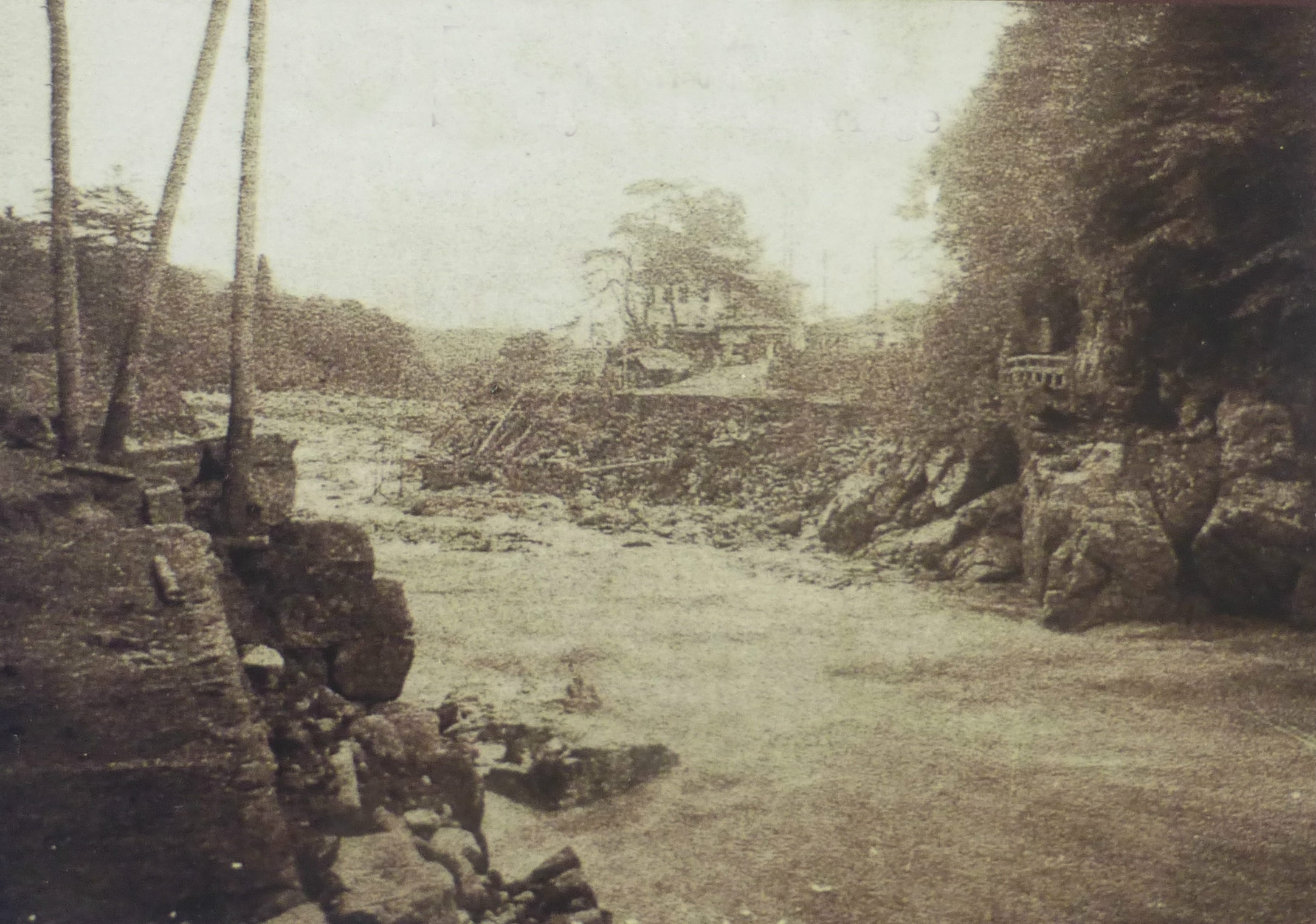
1902年遭沖毀後的神橋遺跡

1881年（明治14年），神橋修繕工程完工。1893年（明治26年）9月1日，連接細尾至日光停車場間的馬車鐵道開通，用以將足尾銅山生產的粗銅運往東京，該鐵道於便橋下游架橋跨越大谷川。該橋在不同資料中的名稱各異，主要有朝日橋、青橋、古河銅山橋三者，以下稱之為「朝日橋」。1900年（明治33年）發行的「日光山兩社新圖」中，就有以朱紅色、白色、青色分別標示出神橋、便橋、朝日橋，在橋梁數量尚少的當時，三橋跨河的景象可能已成名勝。
1902年（明治35年）9月28日，神橋遭足尾颱風引發的洪水沖毀，1904年（明治37年）才進行重建，造價37,951圓75錢8厘。當時被沖毀的不只有神橋，其下游的便橋與朝日橋也無一倖免。便橋重建採鋼結構，並正式命名為「日光橋」，1905年（明治38年）12月10日舉行開通儀式。但朝日橋並未重建，取而代之在日光橋上鋪設馬車鐵道，也因此日光橋的建設費用是由足尾銅山與栃木縣廳共同分攤。1908年（明治41年）依據《古社寺保存法》，神橋被列為「特別保護建造物」。1910年（明治43年）馬車鐵道廢止，日光橋上改鋪設日光軌道線。

### 大正時代至今
1918年（大正7年）神橋重新上漆。1944年（昭和19年）基於國寶保存法，神橋被指定為國寶（現稱舊國寶），同年神橋與日光橋間新建的日光軌道線橋梁完工。
由於神橋的木材部分嚴重腐蝕，日光2社1寺文化財保護委員會受日光二荒山神社委託，於1950年（昭和25年）4月1日將神橋拆解整修，該工程替換了除乳木以外的所有木材。1956年（昭和31年）完工，隔年3月31日竣工，造價2340萬7千日圓。1962年（昭和37年）12月，第二代日光橋完工。1968年（昭和43年）2月25日，日光軌道線廢止。自1973年（昭和48年）起，作為男體山頂鎮座1200年祭（1982年〔昭和57年〕）的贊助項目之一，開放一般民眾渡過神橋。

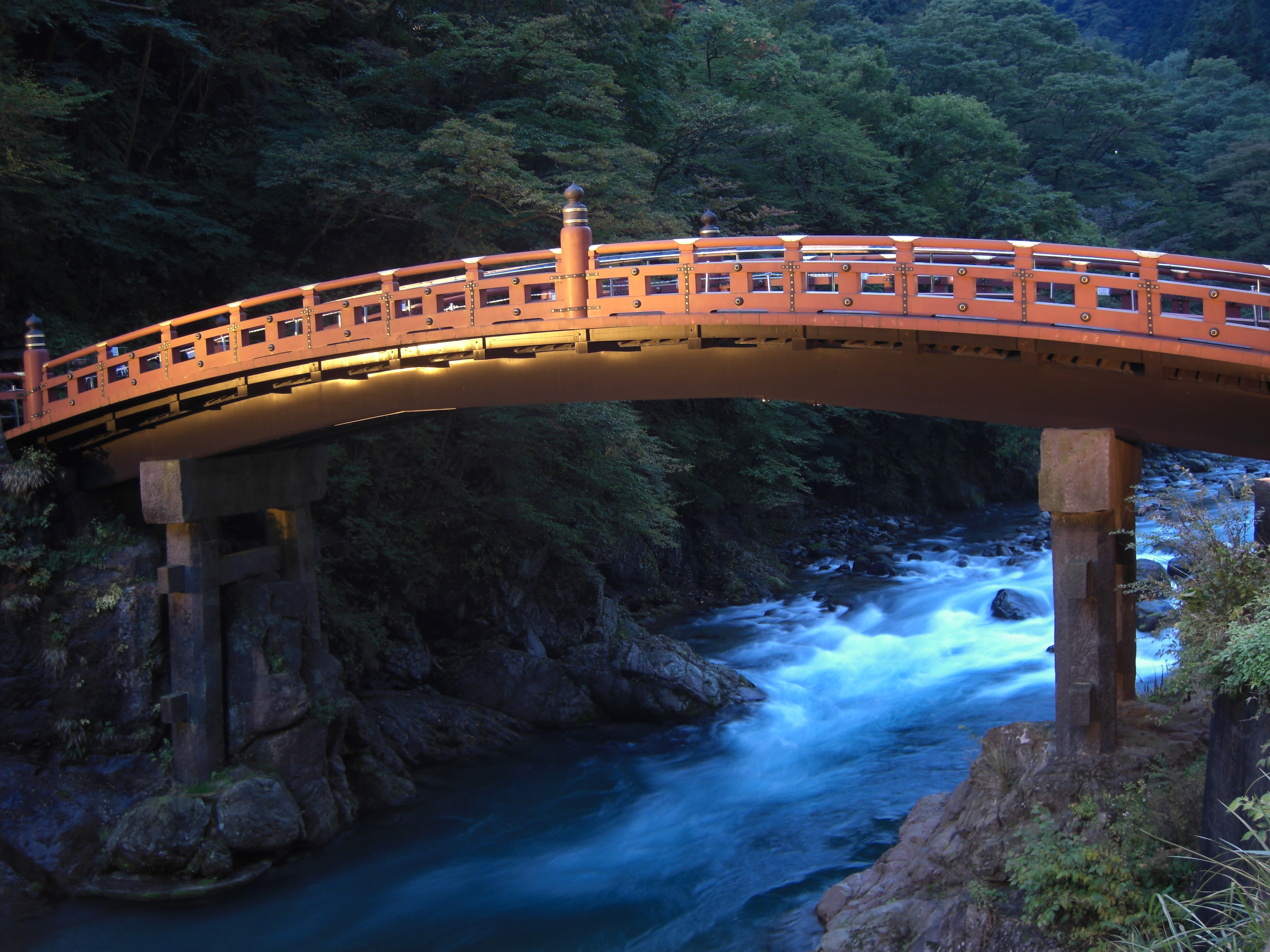
夜間的神橋（2010年）

1990年（平成2年）6月15日縣民日，神橋與大谷川以「神橋周邊的大谷川」之名入選「栃木的道路與河川百選」。神橋在長年的風吹雨淋之下，欄杆、橋板塗裝剝落，外觀狀況不佳。故於1997年（平成9年）開始整修，至2005年（平成17年）完工。1999年（平成11年）12月，神橋於整修期間被登錄為世界遺產。
2018年（平成30年），作為栃木縣地方旅遊活動的特別企劃，在夜間開放渡河。2019年（平成31年／令和元年），日光二荒山神社被選為了「戀人的聖地 Satellite」，並於5月7日在神橋舉行典禮與紀念活動。2020年（令和2年）9月16日，神橋旁設置了「戀人的聖地 Satellite」的象徴「良緣之鈴」。

## 結構

### 寬永重建以前
1636年（寬永13年）重建前，神橋是由多根刎木埋入大谷川兩岸所搭建而成的補強刎橋，其中右岸是利用天然洞穴埋入刎木。神橋並無另外裝飾，僅將原木建材塗上朱漆。據說神橋的建造工法被視為是「秘法」，為了避開人們的視線，重建工程會在夜間進行。

### 寬永重建以後

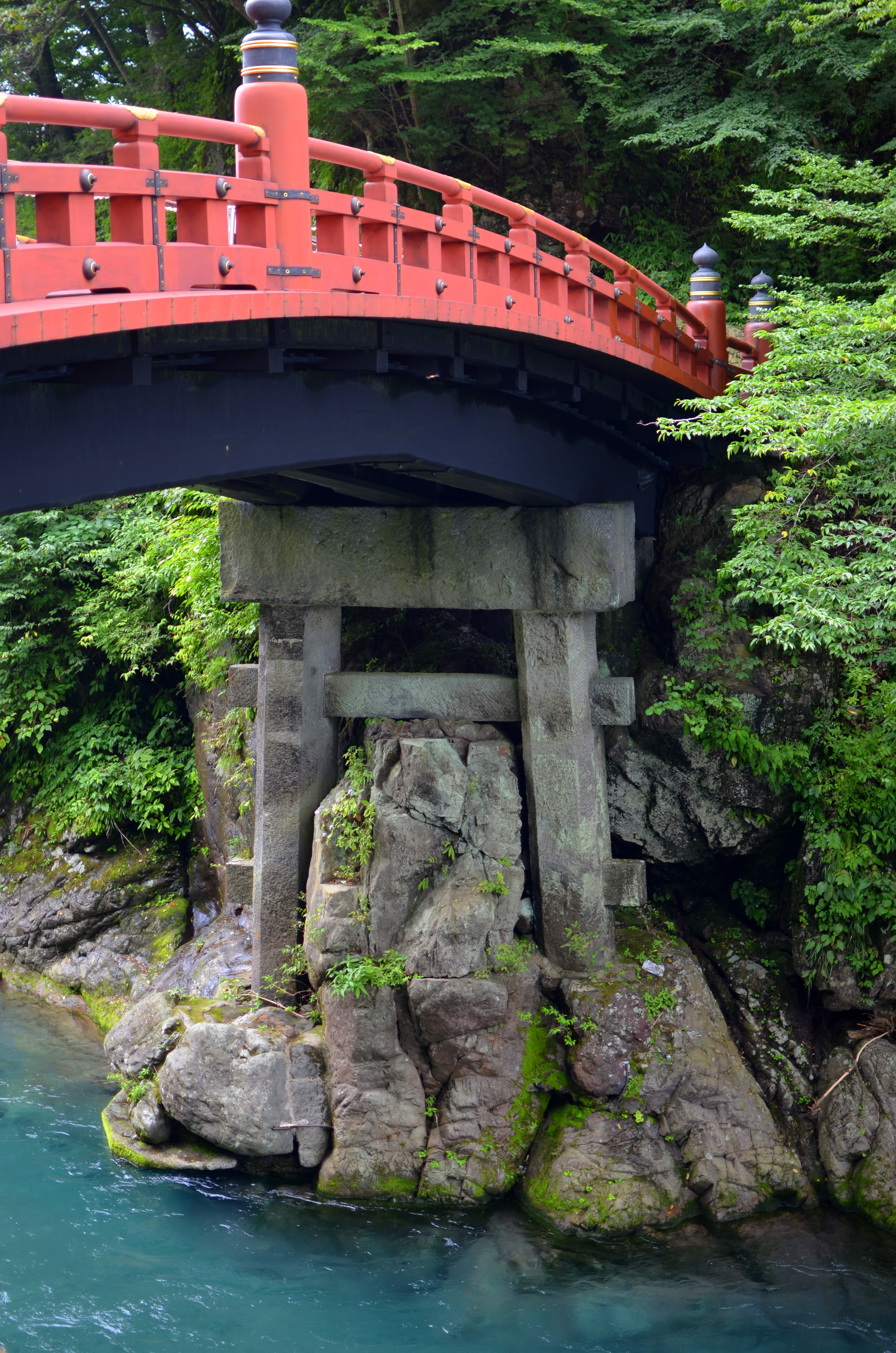
東側的橋墩，其上搭著3條被稱為「乳木」的橋桁。

1636年（寬永13年），神橋被重建為反橋，由橋桁搭配切石橋墩支撐整座橋梁跨越大谷川，此工法是當時最為先進的土木技術。相較於過去的刎橋，總重較輕、體積較小，其中的構件亦更易於組裝，但設置橋墩也增加了橋梁被洪水沖毀的風險。
裝飾金具與和風欄杆在寬永以後才添加，當時神橋使用的是未塗裝的原木，直至1792年（寬政4年）後才上漆，橋桁塗黑漆，其他的木材部分塗朱漆。據《日光名所圖會》記載，神橋在未被洪水沖毀前長13間5尺余（約28.8公尺），寬3間4尺余（約6.67公尺），共有10個擬寶珠，金飾為鍍金的斜子雕。

### 明治時代至今
現在的橋梁竣工於1904年（明治37年），除了在洪水中倖存的1個擬寶珠沿用外，其他部分均使用新材料重建。其中，橋桁所使用的木材來自栃木縣及茨城縣真壁郡，橋墩的石材則來自大谷川及其支流稻荷川沿岸。但在1950年（昭和25年）開工的修繕工程中，除了橋桁以外的所有木材均已被替換，故現在所見的樣貌與明治時代重建後有所不同。
神橋的櫸木製橋桁稱「乳木」，是一端固定於河岸的懸臂梁，共有3根。乳木於大谷川兩岸的固定方式並不相同，右岸（南岸）端的乳木全長3分之1埋於土中固定；而左岸（北岸）端緊鄰道路，乳木直接固定在混凝土橋台之中。另外，每根乳木上另搭有小屋頂以擋風雨，於其上再鋪設橋面，憑藉小屋頂保護也讓乳木在過去的整修工程中從未更換。
根據2003年（平成15年）發行的《栃木的土木遺產》，神橋橋長26.42公尺，寬6.00公尺，欄杆高2.27公尺；而日光二荒山神社官方記載，橋長28公尺，寬7.4公尺，距水面高10.6公尺。

## 外部連結
- 日本文化廳國指定文化財資料頁 （页面存档备份，存于） （日語）
- 日光二荒山神社神橋官網 （页面存档备份，存于） （日語）
- 神橋實時影像 （页面存档备份，存于） （日語）
- . kotobank （日语）.